# Mistrovství Evropy juniorů v atletice 1985
8. Mistrovství Evropy juniorů v atletice – sportovní závod organizovaný EAA se konal v tehdy východoněmecké Chotěbuzi. Závod se odehrál ve dnech 22. srpna – 25. srpna 1985.

## Výsledky

### Muži
| Soutěž            | Zlato                                                                     | Výkon    | Stříbro                                                               | Výkon    | Bronz                                                                              | Výkon    |
| 100 m             | Elliot Bunney                                                             | 10,38    | Endre Havas                                                           | 10,40    | John Regis                                                                         | 10,51    |
| 200 m             | Ade Mafe                                                                  | 20,54    | Richard Ashby                                                         | 20,85    | Endre Havas                                                                        | 21,00    |
| 400 m             | Roger Black                                                               | 45,36    | Jan Krasnikov                                                         | 46,31    | Jacques Farraudičre                                                                | 46,37    |
| 800 m             | Ralph Schumann                                                            | 1:51,28  | Jussi Udelhoven                                                       | 1:51,96  | Geis Sřgnebotnen                                                                   | 1:51,98  |
| 1500 m            | Mika Maaskola                                                             | 3:44,99  | Neil Horsfield                                                        | 3:35,39  | Hauke Fuhlbrügge                                                                   | 3:45,60  |
| 3000 m            | Nick O'Brien                                                              | 8:10,75  | Andrej Usačov                                                         | 8:10,90  | John Nuttall                                                                       | 8:11,72  |
| 5000 m            | Paul Taylor                                                               | 14:12,45 | Volker Iwanowsky                                                      | 14:14,83 | José Manuel García                                                                 | 14:17,87 |
| 110 m překážek    | Jon Ridgeon                                                               | 13,46    | Colin Jackson                                                         | 13,69    | Fausto Frigerio                                                                    | 14,10    |
| 400 m překážek    | Oleg Singatullin                                                          | 50,64    | Klaus Ehrle                                                           | 50,99    | Carsten Köhrbrück                                                                  | 52,13    |
| 2000 m překážek   | Nikolaj Matjušenko                                                        | 5:28,31  | Sándor Serfözö                                                        | 5:34,98  | Marián Huncík                                                                      | 5:35,83  |
| Štafeta 4 × 100 m | Spojené království Trevor McKenzie Elliot Bunney Richard Ashby John Regis | 39,80    | Polsko Jacek Marlicki Andrzej Popa Jacek Konopka Marek Parjaszewski   | 40,18    | Sovětský svaz Vitalij Savin Viktor Ivanov Sergej Kljonov Dmitrij Doncov            | 40,32    |
| Štafeta 4 × 400 m | Spojené království Mark Tyler John Rigg Ade Mafe Roger Black              | 3:07,18  | Západní Německo Bernard Müller Volker Höschele Edgar Itt Thomas Beblo | 3:08,02  | Sovětský svaz Andrej Čerevčenko Sergej Dobrovolskij Oleg Singatullin Jan Krasnikov | 3:08,32  |
| Chůze na 10 000 m | Michail Ščennikov                                                         | 42:00,63 | Daniel Plaza                                                          | 42:16,39 | Giovanni De Benedictis                                                             | 42:56,80 |
| Skok do výšky     | John Hill                                                                 | 2,24 m   | Róbert Ruffíni                                                        | 2,24 m   | Georgi Dakov                                                                       | 2,18 m   |
| Skok o tyči       | Igor Tranděnkov                                                           | 5,45 m   | Grigorij Jegorov                                                      | 5,40 m   | Michael Thiede                                                                     | 5,30 m   |
| Skok daleký       | Volker Mai                                                                | 7,99 m   | Marco Delonge                                                         | 7,96 m   | Emiel Mellaard                                                                     | 7,79 m   |
| Trojskok          | Volker Mai                                                                | 16,93 m  | Jurij Gorbačenko                                                      | 16,61 m  | Piotr Weremczuk                                                                    | 16,21 m  |
| Vrh koulí         | Oliver-Sven Buder                                                         | 19,34 m  | Oleksandr Bahač                                                       | 18,48 m  | Maik Prollius                                                                      | 18,09 m  |
| Hod diskem        | Attila Horváth                                                            | 60,02 m  | Rudiger Pudenz                                                        | 58,74 m  | Vasilij Kaptiuch                                                                   | 57,18 m  |
| Hod kladivem      | Andrej Abduvalijev                                                        | 72,44 m  | Steffen Rashick                                                       | 68,82 m  | Valentin Kirov                                                                     | 66,16 m  |
| Hod oštěpem       | Andrej Mazničenko                                                         | 79,92 m  | Gary Jenson                                                           | 75,68 m  | Bogdan Patelka                                                                     | 75,68 m  |
| Desetiboj         | Thomas Fahner                                                             | 7 815    | Igor Drobiszewskij                                                    | 7 633    | André Preysing                                                                     | 7 467    |

### Ženy
| Soutěž            | Zlato                                                                                    | Výkon    | Stříbro                                                                                   | Výkon   | Bronz                                                                                  | Výkon    |
| 100 m             | Kerstin Behrendtová                                                                      | 11,21    | Annarita Balzani                                                                          | 11,60   | Helen Milesová                                                                         | 11,63    |
| 200 m             | Kerstin Behrendtová                                                                      | 23,21    | Louise Stuart                                                                             | 23,83   | Marina Krivošejnová                                                                    | 23,94    |
| 400 m             | Olga Pesnopevcevová                                                                      | 53,37    | Nicole Leistenschneiderová                                                                | 53,47   | Oksana Petrenkovová                                                                    | 53,95    |
| 800 m             | Maria Pintea Gabriela Sedláková                                                          | 2:03,22  | neudělena                                                                                 | –       | Ellen Kiesslingová                                                                     | 2:04,18  |
| 1500 m            | Ana Padureanová                                                                          | 4:16,32  | Marie-Pierre Durosová                                                                     | 4:18,34 | Tatjana Vokmincevová                                                                   | 4:19,86  |
| 3000 m            | Cleopatra Palacianová                                                                    | 9:05,52  | Christine Sřrum                                                                           | 9:07,54 | Anzela Madrakimovová                                                                   | 9:13,66  |
| 100 m překážek    | Monique Éwanjé-Épée                                                                      | 13,10    | Heike Tillack                                                                             | 13,24   | Lidija Okolo-Kulak                                                                     | 13,30    |
| 400 m překážek    | Claudia Bartlová                                                                         | 56,22    | Živka Petkovová                                                                           | 56,50   | Sabine Zwienerová                                                                      | 57,78    |
| Štafeta 4 × 100 m | NDR Frauke Dambergová Kerstin Behrendtová Heike Tillack Claudia Schuster                 | 44,30    | Sovětský svaz Irina Kotová Tatiana Papilinovová Marina Krivošejnová Lidija Okolo-Kulaková | 44,49   | Spojené království Helen Milesová Georgina Oladapo Hayley Clementsová Lousie Stuartová | 44,78    |
| Štafeta 4 × 400 m | Západní Německo Silke Knollová Nicole Leistenschneider Andrea Jurousch Sabine Zwienerová | 3:32,67  | NDR Susan Machmller Susann Sieger Claudia Bartl Dagmar Stuhr                              | 3:34,40 | Spojené království Georgina Honley Lynne Robinson Dawn Flockhart Loreen Hall           | 3:35,10  |
| Chůze na 5000 m   | Marie Cruz Díazová Maria Reyes Sobrinová                                                 | 22:56,84 | neudělena                                                                                 | –       | Světlana Kaburkinová                                                                   | 23:03,45 |
| Skok do výšky     | Natalja Golodnovová                                                                      | 1,94 m   | Olga Turčaková                                                                            | 1,91 m  | Svetlana Isajevová                                                                     | 1,88 m   |
| Skok daleký       | Sofia Bozanova                                                                           | 6,68 m   | Silke Harms                                                                               | 6,56 m  | Jelena Davydovová                                                                      | 6,55 m   |
| Vrh koulí         | Bettina Libera                                                                           | 18,76 m  | Ilke Wyluddaová                                                                           | 18,11 m | Stephanie Storpová                                                                     | 17,45 m  |
| Hod diskem        | Ilke Wyluddaová                                                                          | 57,38 m  | Wiktorija Kochetowa                                                                       | 56,78 m | Larisa Korotkewicz                                                                     | 56,62 m  |
| Hod oštěpem       | Regine Kempterová                                                                        | 61,70 m  | Danica Zivanov                                                                            | 60,10 m | Ingrid Lamertsma                                                                       | 55,92 m  |
| Sedmiboj          | Emilia Dimitrowa                                                                         | 6 079    | Jelena Dawidowa                                                                           | 6 051   | Birgit Gautzschová                                                                     | 5 852    |

## Medailové pořadí
| Umístění | Stát                       | Zlato | Stříbro | Bronz | Celkem |
| -------- | -------------------------- | ----- | ------- | ----- | ------ |
| 1.       | NDR                        | 12    | 7       | 6     | 25     |
| 2.       | Sovětský svaz              | 8     | 10      | 11    | 29     |
| 3.       | Spojené království         | 8     | 5       | 5     | 18     |
| 4.       | Rumunská lidová republika  | 3     | 0       | 0     | 3      |
| 5.       | Bulharská lidová republika | 2     | 1       | 3     | 6      |
| 6.       | Španělsko                  | 2     | 1       | 1     | 4      |
| 7.       | Západní Německo            | 1     | 4       | 3     | 8      |
| 8.       | Maďarská lidová republika  | 1     | 2       | 1     | 4      |
| 9.       | Československo             | 1     | 1       | 1     | 3      |
| 9.       | Francie                    | 1     | 1       | 1     | 3      |
| 11.      | Finsko                     | 1     | 0       | 0     | 1      |
| 11.      | Irsko                      | 1     | 0       | 0     | 1      |
| 13.      | Itálie                     | 0     | 1       | 2     | 3      |
| 13.      | Polsko                     | 0     | 1       | 2     | 3      |
| 15.      | Norsko                     | 0     | 1       | 1     | 2      |
| 16.      | Rakousko                   | 0     | 1       | 0     | 1      |
| 16.      | SFR Jugoslávie             | 0     | 1       | 0     | 1      |
| 18.      | Nizozemsko                 | 0     | 0       | 2     | 2      |
| Celkem   | Celkem                     | 41    | 37      | 39    | 117    |